# Списък с участниците във Френската революция от 1789 г.
Статията представя списък с всички известни участници във Френската революция от 1789 г.
- Жак Пиер Брисо (на френски: Jacques Pierre Brissot)
- Жан-Пол Марат
- Камий Демулен (на френски: Camille Desmoulins)
- Мари Жан Антоан Никола дьо Карита, маркиз дьо Кондорсе (на френски: Marie Jean Antoine Nicolas de Caritat, marquis de Condorcet)
- Максимилиан Робеспиер
- Никола Бонвил (на френски: Nicholas Bonneville)